# Gizia (rivière)
Pour les articles homonymes, voir Gizia.
La Gizia est une rivière française qui coule dans les départements du Jura et de Saône-et-Loire. C'est un affluent du Solnan en rive droite, donc un sous-affluent du Rhône par le Solnan, la Seille et la Saône.

## Géographie
La Gizia prend naissance sur le territoire de la commune de Gizia (département du Jura). Peu après sa naissance, elle s'oriente vers l'ouest. À mi-chemin, elle change d'orientation pour se diriger vers le nord-ouest, direction qu'elle maintient tout au long du reste de son parcours. Elle se jette dans le Solnan (rive droite) à Frontenaud dans le département de Saône-et-Loire.

## Communes traversées
- Département du Jura : Gizia et Cousance
- Département de Saône-et-Loire : le Miroir et Frontenaud

## Hydrologie

### La Gizia à Frontenaud
Le débit de la Gizia a été observé pendant une période de 14 ans (1993-2007), à Frontenaud, localité du département de Saône-et-Loire, située tout près du confluent avec
le Solnan. Le bassin versant de la rivière est de 85 km2.
Le module de la rivière à Frontenaud est de 1,65 m3/s.
La Gizia présente des fluctuations saisonnières de débit importantes. Les hautes eaux se déroulent en automne et en hiver et se caractérisent par des débits mensuels moyens allant de 2,19 à 3,22 m3/s, de novembre à avril inclus (avec deux maxima : en novembre à 2,84 m3/s, puis en janvier à 3,22 m3/s). Les basses eaux ont lieu en été de fin mai à début octobre, avec une baisse du débit moyen mensuel allant jusqu'à 0,355 m3/s au mois d'août (355 litres par seconde), ce qui est encore acceptable sans être trop sévère.

### Étiage ou basses eaux
Cependant, le VCN3 peut chuter jusque 0,100 m3/s, en cas de période quinquennale sèche, soit 100 litres par seconde, ce qui devient sévère.

### Crues
D'autre part les crues peuvent être assez importantes. Les QIX 2 et QIX 5 valent respectivement 31 et 42 m3/s. Le QIX 10 vaut 49 m3/s, tandis que le QIX 20 se monte à 56 m3/s. Enfin le QIX 50 n'a pas été calculé faute d'une durée d'observation suffisante.
Le débit instantané maximal enregistré a été de 74 m3/s le 24 novembre 2002, tandis que la valeur journalière maximale était de 58,1 m3/s le même jour. En comparant le premier de ces chiffres aux valeurs des différents QIX de la rivière, il apparaît que cette crue était très supérieure au niveau de crue vicennal défini par le QIX 20, et peut-être cinquantennale voire plus.

### Lame d'eau et débit spécifique
La Gizia est une rivière très abondante, compte tenu bien sûr de la petite taille de son bassin versant. La lame d'eau écoulée dans son bassin est de 616 millimètres annuellement, ce qui est élevé, très nettement supérieur à la moyenne d'ensemble de la France, mais également à celle de l'ensemble du bassin versant du Rhône (550 millimètres). Le débit spécifique (ou Qsp) atteint 19,5 litres par seconde et par kilomètre carré de bassin.